# Tomasz Cywka
Tomasz Cywka (Gliwice, Polonia, 27 de junio de 1988) es un exfutbolista polaco que jugaba como delantero.

## Selección nacional
Fue internacional con la selección de fútbol sub-21 de Polonia.

## Clubes
| Club                              | País       | Año       |
| --------------------------------- | ---------- | --------- |
| Wigan Athletic F. C.              | Inglaterra | 2006-2010 |
| Oldham Athletic A. F. C. (cedido) | Inglaterra | 2006      |
| Derby County F. C. (cedido)       | Inglaterra | 2010      |
| Derby County F. C.                | Inglaterra | 2010-2012 |
| Reading F. C.                     | Inglaterra | 2012      |
| Barnsley F. C.                    | Inglaterra | 2012-2014 |
| Blackpool F. C.                   | Inglaterra | 2014-2015 |
| Rochdale A. F. C. (cedido)        | Inglaterra | 2014-2015 |
| Wisła Cracovia                    | Polonia    | 2015-2018 |
| Lech Poznań                       | Polonia    | 2018-2020 |
| Chrobry Głogów                    | Polonia    | 2020-2022 |
| Lech Poznań II                    | Polonia    | 2022-2024 |